# Улица Тошин бунар
| ТОШИН БУНАР       | ТОШИН БУНАР          |
| ----------------- | -------------------- |
|                   |                      |
| Општина           | Земун, Нови Београд  |
| Почетак           | Улица Ивићева Прилаз |
| Крај              | Земунска улица       |
| Дужина            | 3.500 m              |
| Ширина            | 9 до 32 m            |
| Створена          | непознато            |
| Названа           | пре 1810.            |
|                   |                      |
|                   |                      |
| Улица Тошин бунар |                      |

Улица Тошин бунар се простире кроз општине Земун и Нови Београд. Протеже се правцем север-североисток - југ - југозапад, од Улице Ивићеве у Земуну, до Земунске улице у Новом Београду.
Непосредно уз улицу, са западне стране, налази се једино узвишење на Новом Београду, Бежанијска коса. Насеље је добило модеран изглед тек након 1948. када је почела изградња Студентског града и павиљона. Део улице до надвожњака је остао у Земуну, а дужи део према Бежанији постао је део Новог Београда.

## Назив
Некада је то све био мочварни терен који је раздвајао Земун од околних села. Насеље је било неугледно и није се много разликовало од београдске Јатаган мале. У подножју лесне заравни направљен је пут који је ишао од од Земуна до тадашњег села Бежанија, а одатле преко Сурчина све до Прогара. Земунци су ову улицу звали „Пут за Бежанију“, а овај се даље настављао на „Бежанијски пут“. Назив је постојао све док богати земунски трговац Теодор Тоша Апостоловић (околина Солуна, 1745. — Земун, 1810) није направио бунар поред пута.
Врло брзо после тога место је постало омиљено излетиште и место окупљања људи па је тако и добило назив „Тошин бунар“. Тоша је на падинама лесне заравни имао винограде. То земљиште је после смрти завештао цркви. Поред бунара са ђермом се налазила кафана истог имена, „Тошин бунар”.
Не зна се од када тачно цела улица званично носи назив Тошин бунар, али се верује да је то било још за Тошиног живота, дакле пре 1810. године. Од онда па до сада улица је само једном променила име, током Другог светског рата Немци су је звали Герингова.
Тошин бунар је још дуго постојао и старији Земунци памте да се крај тог бунара дуго одржавао првомајски уранак. Бунар је затрпан након Другог светског рата.

## Предање
Да би излечио очи и вратио вид, Тоша је закотрљао буре са врха Бежанијске косе и на месту где се оно зауставило ископао бунар. Према предању буре се зауставило негде око Студентског града, вода у њему је била лековита и Тоша је прогледао.